# Emery Walker
Pour les articles homonymes, voir Walker.
Emery Walker, né le 2 avril 1851 à Paddington, au centre de Londres (Angleterre), mort le 22 juillet 1933, est un graveur, créateur de caractères et imprimeur anglais et un des principaux animateurs du mouvement Arts and Crafts.

## Biographie
Il est le fils d’un fabricant de voitures hippomobiles. À l'âge de sept ans, la famille s'installe dans le quartier de Hammersmith. Attiré par l'art, il reçoit quelques cours du peintre paysagiste Henry Dawson (1811-1878). Son père devenu aveugle, il doit quitter l'école à 13 ans pour aider sa famille. Il s'essaie à divers métiers avant d'entrer chez le fils aîné de Dawson, qui a fondé en 1872 la Typographic Etching Company, et qui travaille à de nouvelles techniques de reproduction photographique des œuvres d'art. 
En 1877 il épouse Mary Grace Jones. Au gré de plusieurs déménagements dans le quartier de Hammersmith, il se retrouve voisin de William Morris. Il agit au sein de sociétés comme l'Art Workers' Guild de laquelle il devient le Maître en 1904, la Society for the Protection of Ancient Buildings, ainsi que l'Arts and Crafts Exhibition Society dont il sera l'un des fondateurs en 1888. En 1883 il devient secrétaire de la section de Hammersmith de la Fédération démocratique. En 1886 il fonde la Walker & Boutall, Automatic & Photographic Engravers où il poursuit sans cesse ses recherches dans ce domaine, s'intéressant à tous les aspects de la technique typographique. C’est aussi un photographe remarquable qui a réalisé de nombreux portraits de ses amis artistes et littérateurs.

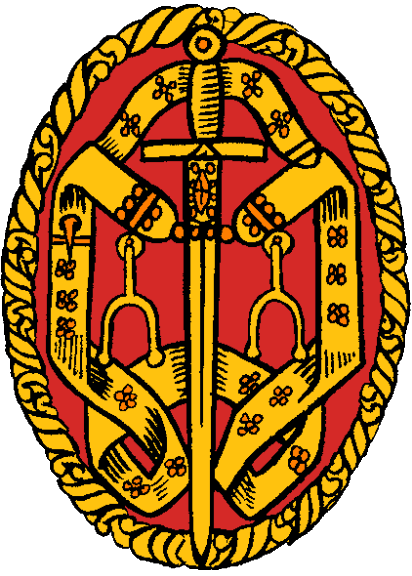
Insigne de Knight

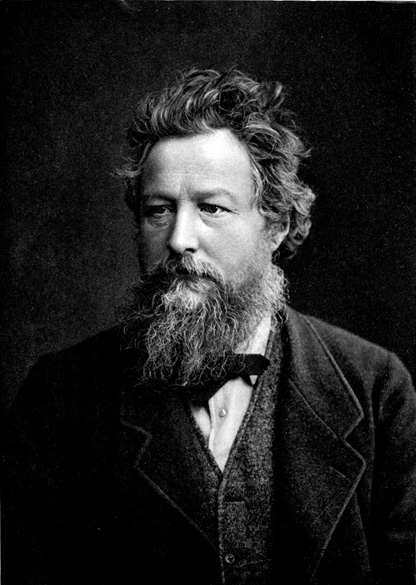
Portrait de William Morris, photographie de Emery Walker

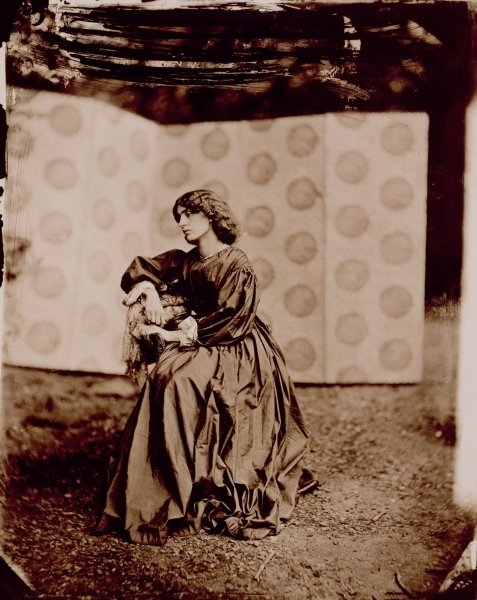
Portrait de Jane Morris, épouse de William et modèle de Dante Gabriel Rossetti, photographie de John R. Parsons, photogravure et impression de Emery Walker

Avec William Morris, il partage les mêmes convictions artistiques, le goût du médiéval, mais aussi les idées politiques socialistes. C’est au cours d’une conférence donnée par Emery Walker que Morris décide de créer sa maison d’édition et imprimerie, la Kelmscott Press. Walker montre à Morris sa collection de polices typographiques, qui serviront de base aux créations de Morris, le Golden Type, le Troy Type et le Chaucer Type gravés par Edward Price. Comme conseiller officieux, Walker intervient dans les décisions et les options de la Kelmscott. Après la mort de William Morris, en 1896, il rejoint en 1900, le relieur T. J. Cobden-Sanderson, qui a créé sa propre maison, la Doves Press, une private press inspirée par les mêmes principes. Sur la base des caractères de Nicolas Jenson, il dessine un caractère unique qui sera utilisé pour toutes les productions de la Doves Press, le Doves Type. En 1901, il reprend avec Sydney Cockerell les travaux de Morris sur un caractère du XVe siècle dû aux moines allemands Arnold Pannartz et Konrad Sweinheim (ou Sweynheym), premiers imprimeurs installés à Subiaco, en Italie. Ce sera le Subiaco, gravé par Edward Prince, le graveur de poinçons attitré de William Morris. En 1909 Walker quitte la Doves Press. Cobden-Sanderson continue seul jusqu'en 1916. À ce moment, Cobden-Sanderson décide que le Doves Type ne sera jamais utilisé sur des presses mécanisées et entreprend de les faire disparaître en les jetant dans la Tamise du pont de Hammersmith. Jeter presque une tonne et demie de caractères en plomb et de poinçons en acier lui demande 170 allers et retours nocturnes. Emery Walker lui intente un procès, poursuivi après la mort de Cobden-Sanderson, et sa veuve sera condamnée à lui verser 700 livres. En novembre 2014, le créateur de caractères Robert Green a retrouvé 150 types, dont une partie a été remise au Emery Walker Trust, au 7, Hammersmith Terrace (le reste des types est définitivement enseveli sous le béton résultant des travaux sur les piles du pont).
Il est sollicité par le comte Harry Kessler pour produire de nouveaux types pour sa Cranach Press (fondée en 1913 à Weimar). Il fait appel au créateur de caractères Percy Tiffin et l'inévitable Edward Prince. Prince n'a aucun mal à graver le romain, mais il bute sur l'italique, au dessin inspiré du Vénitien Tagliente. La mort de Prince met fin à l'entreprise, les poinçons seront repris par un autre graveur mais le résultat sera peu satisfaisant.
En 1930, il est fait chevalier et devient Sir Emery Walker. Il meurt en 1933.
L'appartement qu'Emery Walker occupa à Hammersmith Terrace reste un témoignage du style Arts & Crafts et conserve de nombreux souvenirs.